# 埃及国家图书馆和档案馆

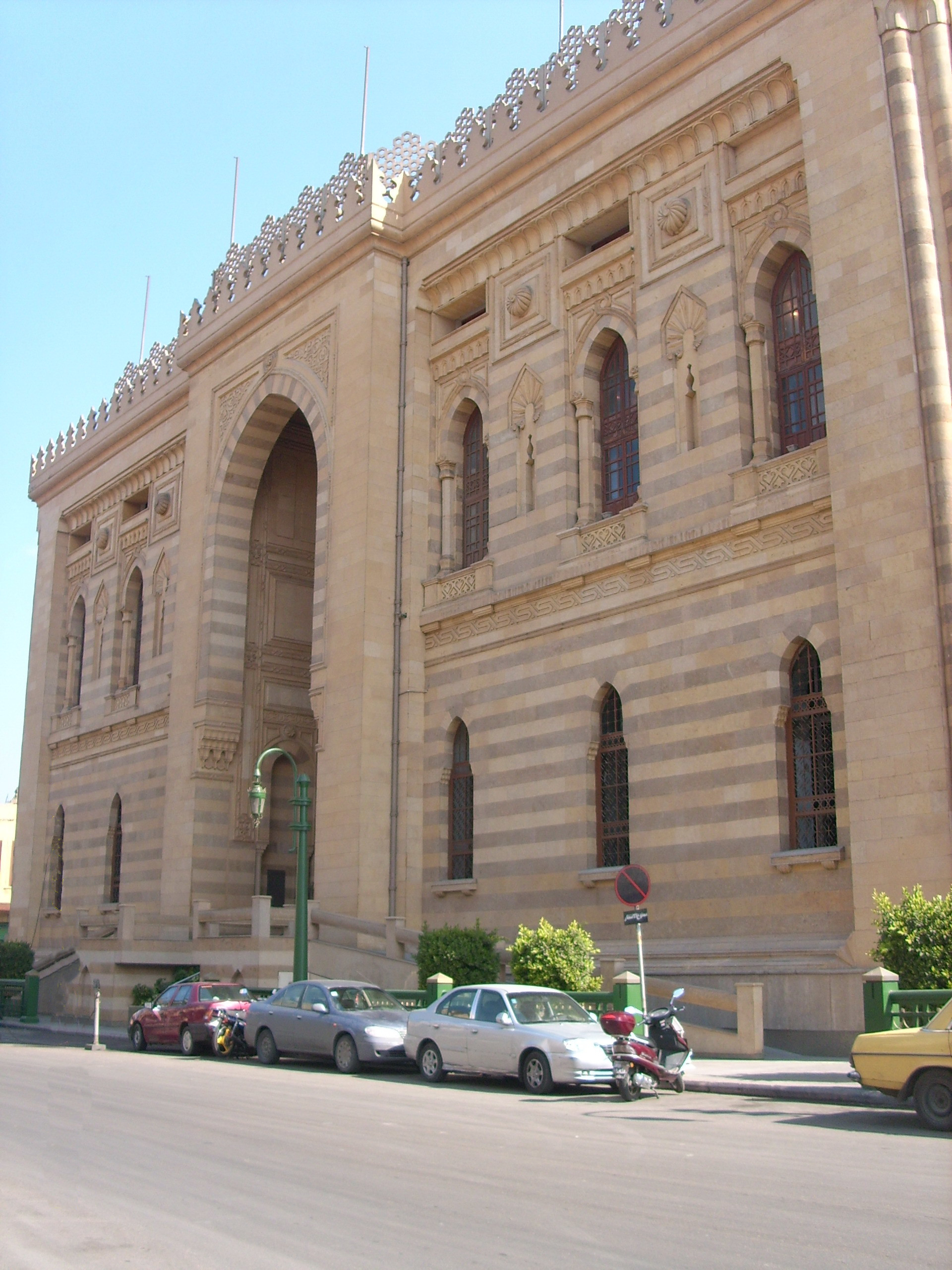
埃及国家图书馆

埃及國家圖書館和檔案館（阿拉伯语：دار الكتب والوثائق القومية, "Dar el-Kotob"） 是埃及的国家图书馆，位於首都開羅，埃及國家圖書館落成於1870年，是中東第一個國家圖書館。目前是埃及規模最大的圖書館，藏有許多珍貴書籍與手稿。

## 外部連結
- 埃及國家圖書館和檔案館 （英文） （阿拉伯文）
- 埃及- 埃及國家圖書館(Dar Al-Kutub)手稿-世界記憶 - 臺灣世界遺產潛力點 （页面存档备份，存于）